# Championnat du Vietnam de football 2003
Navigation
Saison précédente Saison suivante
La saison 2003 du Championnat du Viêt Nam de football est la vingtième édition du championnat de première division au Viêt Nam. Les douze meilleurs clubs du pays sont regroupés au sein d'une poule unique où ils s'affrontent deux fois, à domicile et à l'extérieur. En fin de saison, les deux derniers du classement sont relégués et remplacés par les deux meilleurs clubs de deuxième division.
Plusieurs événements marquants vont se produire en fin de saison. Tout d'abord, c'est un club promu de deuxième division, Hoàng Anh Gia Lai, qui remporte la compétition après avoir terminé en tête du classement final, avec trois points d'avance sur un autre club issu de D2, Gach Dong Tam Long An et sept sur Nam Dinh FC. C'est le premier titre de champion du Viët-nam de l'histoire du club, qui réussit même le doublé en s'imposant en finale de la Coupe du Viêt Nam face à Binh Dinh FC.
En bas du classement, c'est le tenant du titre, Cang Sai Gon, qui accompagne l'ACB Hanoi en deuxième division, à la suite de sa 11e place au classement final.

## Les clubs participants
| - Hang Khong Viet Nam - Gach Dong Tam Long An - Promu de D2 - Cang Sai Gon - Đà Nẵng Club - Dong Thap FC - Promu de D2 - Nam Dinh FC | - Sông Lam Nghệ An - ACB Hanoi - Promu de D2 - The Cong - Binh Dinh FC - Ngân Hàng Dông Á - Hoàng Anh Gia Lai - Promu de D2 |

## Compétition
Le barème utilisé pour établir les différents classement est le suivant :
- Victoire : 3 points
- Match nul : 1 point
- Défaite : 0 point

### Classement
| Rang | Équipe                 | Pts | J  | G  | N | P  | Bp | Bc | Diff |
| ---- | ---------------------- | --- | -- | -- | - | -- | -- | -- | ---- |
| 1    | Hoàng Anh Gia LaiP C   | 43  | 22 | 12 | 7 | 3  | 41 | 26 | +15  |
| 2    | Gach Dong Tam Long AnP | 40  | 22 | 11 | 7 | 4  | 34 | 17 | +17  |
| 3    | Nam Dinh FC            | 36  | 22 | 10 | 6 | 6  | 22 | 19 | +3   |
| 4    | Binh Dinh FC           | 35  | 22 | 10 | 5 | 7  | 27 | 21 | +6   |
| 5    | Song Lam Nghe An       | 32  | 22 | 9  | 5 | 8  | 25 | 16 | +9   |
| 6    | The Cong               | 32  | 22 | 9  | 5 | 8  | 28 | 27 | +1   |
| 7    | Dong Thap FCP          | 30  | 22 | 8  | 6 | 8  | 28 | 28 | 0    |
| 8    | Hang Khong Viet Nam    | 29  | 22 | 8  | 5 | 9  | 23 | 25 | -2   |
| 9    | Ngân Hàng Dông Á       | 28  | 22 | 7  | 7 | 8  | 22 | 24 | -2   |
| 10   | Da Nang Club           | 27  | 22 | 8  | 3 | 11 | 24 | 29 | -5   |
| 11   | Cang Sai GonT          | 19  | 22 | 4  | 7 | 11 | 26 | 41 | -15  |
| 12   | ACB Hanoi              | 19  | 22 | 5  | 4 | 9  | 19 | 26 | -7   |

|  | Qualification pour la Ligue des champions de l'AFC 2004                   |
|  | Relégation en deuxième division                                           |
|  | T : Tenant du titre C : Vainqueur de la Coupe du Viêt Nam P : Promu de D2 |

## Bilan de la saison
| Championnat du Viêt Nam de football 2003                             |                               |
| Champion                                                             | Hoàng Anh Gia Lai (1er titre) |
| Coupes et trophées                                                   |                               |
| Vainqueur de la Coupe du Viêt Nam 2003                               | Hoàng Anh Gia Lai             |
| Qualifications continentales                                         |                               |
| Ligue des champions de l'AFC 2004                                    | Hoàng Anh Gia Lai             |
| Ligue des champions de l'AFC 2004                                    | Binh Dinh FC                  |
| Promotions et relégations                                            |                               |
| Promus en V-League                                                   | Cong An Hai Phong             |
| Promus en V-League                                                   | Binh Duong FC                 |
| Relégués en Championnat du Viêt Nam de football de deuxième division | Cang Sai Gon                  |
| Relégués en Championnat du Viêt Nam de football de deuxième division | ACB Hanoi                     |